# 波多親
波多 親（はた ちかし）は、戦国時代から安土桃山時代にかけての武将・大名。肥前国 松浦郡 鬼子岳城（岸岳城）主。波多氏17代当主。元服後の初名は鎮（しげし）。

## 生涯

### 家督相続
波多氏は松浦党の領袖であり、戦国期に上松浦党の最大の勢力であったが、波多親に至る系譜には家系図にかなり混乱があるので諸説ある。
有力な説としては、有馬義貞の三男とするもので、先代の16代当主・波多盛（はた さこう）に嫡子がなかった事から、娘が嫁いだ有馬氏から外孫を養嗣子に迎えて波多氏の家督を継がせたという。
この家督相続に当たっては、藤童丸（後の親）を擁立する盛の後室・真芳の一派と、盛の弟波多志摩守を担ごうとした一派との対立から御家騒動が起こった。
永禄7年（1564年）8月7日、真芳は、志摩守擁立派の頭である日高資（ひだか たすく、大和守）を茶を与えて毒殺した。怒った大和守の子・喜（甲斐守）は、12月29日、歳晩の祝詞のために登城した際、手勢に合図して放火し、後室一派を殺そうと乱入して、混乱に乗じて城を奪い取った。後室や藤童丸は侍女であった甲斐守の娘を人質にして辛くも逃れ、松浦郡大村の草野氏を頼った。鏡城（勝尾城の支城の一つ）に落ち延びた後室一派が龍造寺氏に後援を願って復権を期す一方で、日高一派は波多政を擁立して壱岐六人衆と争い、同じく松浦党の松浦隆信に援助を願って、松浦隆信の末子・信実と日高喜の娘の婚儀をまとめて、信実を大将として壱岐国で戦った。
永禄12年（1569年）12月、後室一派は龍造寺隆信・有馬義貞の援軍を得て岸岳城に攻め寄せた。日高は松浦隆信に加勢を要請したが、嵐で松浦勢の到着が遅れ、城を放棄して壱岐へ逃亡。その後、日高喜は波多政を殺して自ら壱岐守護を称し、松浦氏の配下でしばしば争ったが、松浦隆信は両者を和睦させた。
藤童丸は元服の際に大友義鎮から「鎮」の字を偏諱で賜り、「波多下野守鎮」と称した。
元亀2年（1571年）、対馬国宗氏の援軍を受けて壱岐へ攻め込むも、敵の偽りの内応に騙され敗北。

### 龍造寺氏との和戦
残党勢力との和睦が成立すると、龍造寺氏の攻勢が始まり、有馬氏と結び、龍造寺氏と和睦と離反を繰り返した。他方で、大友氏の凋落により波多氏は隣の筑前国にもしばしば進出している。
天正11年（1583年）もしくは天正5年（1577年）、正室であった青山采女正の娘と離別したともこのとき病死したとも言うが、龍造寺隆信の正室の娘で、於安（父は龍造寺胤栄）を室として迎えて従属の意を示す事になった。因みにこの女性が「秀の前」として後世知られる人物である。また親の別名とされる信時もこの頃に名乗ったものと思われる。
天正12年（1584年）の沖田畷の戦いでは、有馬氏と龍造寺氏の双方が身内に当たるため関与を避け、どちらにも属さずに出陣していないが、ほぼ同時期に私怨から原田信種の領内に攻め込み、3月13日に鹿家合戦を起こして大敗した。隆信の死後は島津氏に通じ、原田氏・松浦氏などと抗争している。

### 豊臣政権下
天正15年（1587年）、豊臣秀吉による九州の役においては早くに秀吉に謁見したが、島津氏の討伐には兵を派遣する事がなく、秀吉の不興を買う。しかし、既に朝鮮への出兵を考えていた秀吉により拠点となる地である（肥前名護屋）の支配者である波多氏の利用価値を認めた事や、鍋島直茂（龍造寺氏）の取り成しもあり、所領を安堵され、形式上、豊臣氏の直臣となった。
天正16年（1588年）2月から3月にかけて上洛しており、千利休や津田宗及と茶会を催し、名物も幾つか給わった様で、地元に「数寄にも自信がもてた」との手紙を出している。また同年3月30日、三河守の官職と、豊臣姓を下賜された。これは波多クラスの国人では破格の待遇だが、以降、波多氏は龍造寺氏の寄騎大名扱いとなる。
後に秀吉は朝鮮出兵に備え、名護屋に前線基地（名護屋城）を築く事を提起するが、この際に、自領の同地は大軍を置く本営には不向きであると進言して再び不興を買う。文禄の役を控え、博多に秀吉が着陣した際も、諸将は即座に出迎えたのに対して波多氏は遅参してしまい、さらに秀吉の印象を悪くしてしまった。
文禄の役においては、龍造寺氏の名代である鍋島直茂の寄騎として兵を率いて渡海したが、ここで自身は直茂の配下ではなく独立した大名であるとして、出立日も勝手に変え、鍋島の陣を離れ、同宿とされた沙汰を破って波多独自の陣を構えた為、これが軍令違反と捉えられまたしても秀吉の不興を買った。文禄2年（1593年）5月、熊川駐留において卑怯な行為があったとして鍋島に訴えられ、召還を命じられた。
帰国の途に着くが、激怒していた秀吉は名護屋への上陸を許さず、弁明できぬまま船上で今までの落ち度を責められる書状を渡され、所領没収の上で徳川家康預かりとする旨が伝えられた。
常陸国筑波に配流となって同地で病死したとする説が通説であるが、『野史』では汚名を雪ぐために慶長の役に出撃して海戦で戦死したというする話を載せている。没年は複数伝があり不明。